# Spilosoma lativitta
Spilosoma lativitta är en fjärilsart som beskrevs av Moore 1865. Spilosoma lativitta ingår i släktet Spilosoma och familjen björnspinnare. Inga underarter finns listade i Catalogue of Life.